# Capitainerie de Sergipe
La Capitainerie de Sergipe del Rei fut créée en 1590 durant l'Union ibérique par le roi d'Espagne et de Portugal Philippe II et était subordonnée directement à la capitainerie de la Baie de Tous les Saints. Son premier titulaire fut Christophe de Barros. Elle avait, à l'époque, une surface près du double de l'État actuel.

Elle devint autonome sous Jean VI le 8 juillet 1820.
Moins d'un an plus tard, le 20 février 1821, comme toutes les autres Capitaineries, elle devint une province et à la proclamation de la République, l'actuel État de Sergipe.

## Source
- (pt) Cet article est partiellement ou en totalité issu de l’article de Wikipédia en portugais intitulé « Capitania de Sergipe » (voir la liste des auteurs).